# Tim De Troyer
Tim De Troyer (Aalst, 11 augustus 1990) is een voormalig Belgisch wielrenner die anno 2016 rijdt voor het continentale wielerteam Vérandas Willems.

## Overwinningen
2013
Izegem Koers
2014
Bergklassement Driedaagse van De Panne-Koksijde
2015
Ronde van de Finistère

## Resultaten in voornaamste wedstrijden
| Jaar | Gent-Wevelgem | Ronde van Vlaanderen | Parijs-Roubaix | Amstel Gold Race | Luik-Bast.‑Luik | Omloop Het Nieuwsblad |
| ---- | ------------- | -------------------- | -------------- | ---------------- | --------------- | --------------------- |
| 2013 | opgave        | opgave               |                | opgave           | opgave          | 62e                   |
| 2014 | 136e          | opgave               | 97e            |                  |                 |                       |
| 2015 |               |                      | 30e            |                  | opgave          | opgave                |

## Ploegen
- 2012- Accent Jobs-Willems Veranda's (stagiair vanaf 1-8)
- 2013- Accent Jobs-Wanty
- 2014- Wanty-Groupe Gobert
- 2015- Wanty-Groupe Gobert
- 2016- Vérandas Willems

Caethoven · A. Cappelle · Tsjoezjda · De Vocht · De Wilde · Degand · Drucker · Gilbert · Goris · Habeaux · Hoste · Ista · Scheirlinckx · Van Dijk · Van Goolen · Van Groen · Van Melsen · Vanlandschoot · Verbist · De Troyer (stagiair) · Stevens (stagiair) · Verraes (stagiair)
Caethoven · A.Cappelle · Commeyne · Degand · De Troyer · Drucker · Gilbert · Habeaux · Jans · Napolitano · Routley · Scheirlinckx · van Dijk · Van Goolen · Van Melsen · Vanlandschoot · Verraes · Vogondy · Nardelli (stagiair) · Seynaeve (stagiair)
Backaert · Baugnies · De Greef · De Troyer · De Vreese · Degand · Drucker · Ghyselinck · Gilbert · Habeaux · Jans · M. Kreder · W. Kreder · Leukemans · Minnaard · Napolitano · Robert · Seeldraeyers · Selvaggi · Sijmens · Van Melsen · Vanlandschoot · Veuchelen · Maes (stagiair) · Seynaeve (stagiair)
Antonini · Backaert · Baugnies · De Greef · De Troyer · Devriendt · Dron · Eijssen · Gasparotto · Ghyselinck · Jans · Leukemans · Marcato · Minnaard · Napolitano · Robert · Selvaggi · Seynaeve · Van Melsen · Vanlandschoot · Veuchelen · Barroso (stagiair) · Callebaut (stagiair) · Stenuit (stagiair)